# Historia de las Islas Feroe
La historia de las Islas Feroe es una parte de la historia de los países nórdicos. Tiene muchos paralelismos con la historia de Islandia, y partes de ella forman parte también de la historia de Noruega y Dinamarca.

Empieza en 625 con el descubrimiento del grupo de islas por monjes irlandeses. Después del año 800 fueron colonizadas por los vikingos, de los que descienden en parte los feroeses actuales. La época vikinga de las Islas Feroe originó la saga Færeyinga y ha sido reconstruida a partir del hallazgo de múltiples yacimientos arqueológicos.
En 999 se produjo la cristianización de las Islas Feroe y en 1035 pasaron a formar parte de Noruega. Con la constitución del Reino de Dinamarca y Noruega, las Feroe pasaron a ser parte de Dinamarca. Tras la reforma de 1523 se consolidó la preponderancia de la lengua danesa. Fue ganando importancia el comercio con Copenhague en detrimento de Bergen. En 1814 Noruega se separó de Dinamarca, y las Islas Feroe permanecieron bajo control danés. De 1821 a 1948 las Feroe fueron un departamento danés. Desde 1850 formaron parte de la monarquía constitucional. En 1856 se suprimió el monopolio danés sobre las Islas Feroe. De esta época data la estandarización del feroés moderno. Las Islas Feroe pasaron de ser una sociedad agraria medieval a una nación pesquera moderna. El conflicto de la lengua feroesa supuso el apoyo a la lengua como una de señas de identidad nacionales más importantes.
Tras la ocupación británica de las islas Feroe en la Segunda Guerra Mundial (1940) se aprobó la Bandera de las Islas Feroe, y los feroeses tuvieron un gobierno provisional propio. Tras la guerra obtuvieron una amplia autonomía con el Løgmaður como jefe de gobierno y el Løgting como parlamento.

## Monjes irlandeses

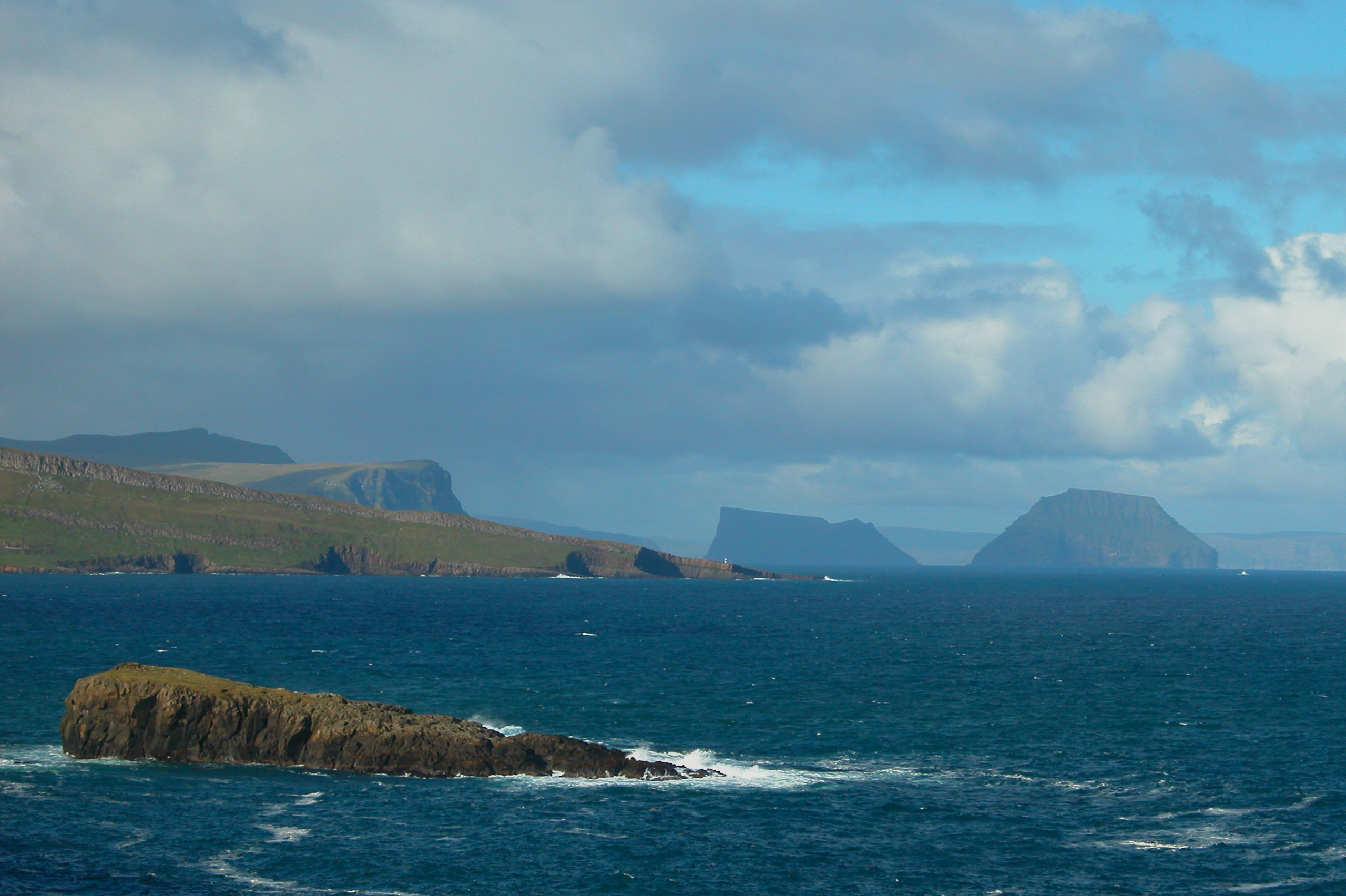
Víkarbyrgi debió estar habitada por monjes irlandeses.

Las islas Feroe estaban, desde 625, habitadas por monjes irlandeses que se establecieron en un principio en Sumba. Hay evidencias arqueológicas también en las inmediaciones: Akraberg, Víkarbyrgi y más al norte en Porkeri.[cita requerida]
Ha podido demostrarse que se cultivó avena en esa época. Se cree que debió tratarse de un grupo relativamente pequeño de ermitaños.[cita requerida]

## La colonización vikinga

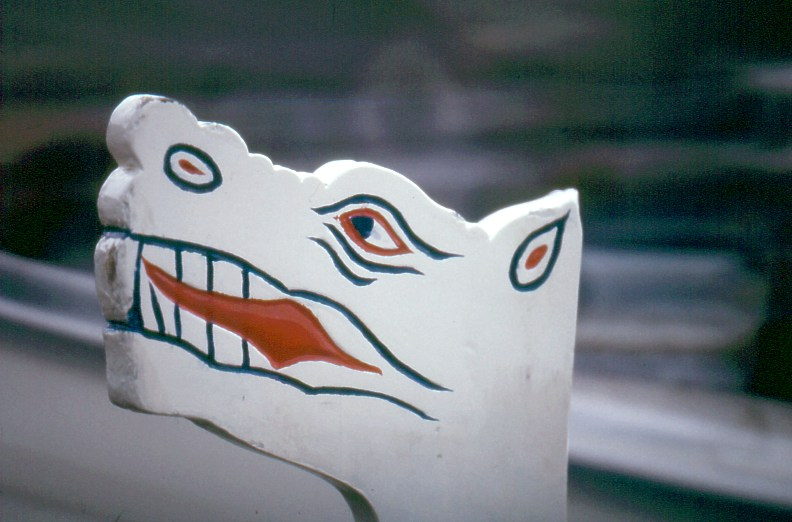
La herencia vikinga:Típico mascarón de cabeza de dragón de un bote de remos feroés para la práctica del Havnarbáturin tradicional.

La inmigración principal la llevaron a cabo los vikingos en el siglo IX, que viajaban desde Noruega hacia el oeste. De acuerdo a la saga Færeyinga el primer colono fue Grímer Kambem. Debió haber nacido en Funningur. Su llegada se produjo alrededor de 825. Otro colono conocido de este tiempo es Naddoddr, al que se le atribuye el descubrimiento de Islandia en 850, que se perdió cuando navegaba de Noruega a Islandia.
Aproximadamente de 885 a 890 tuvo lugar la segunda colonización, pues muchos noruegos huyeron de la persecución de Harald I de Noruega, como relata la saga Færeyinga. También llegaron inmigrantes irlandeses y escoceses, principalmente vikingos, pero también mujeres y esclavos celtas. 
Se cree que el antiguo Løgting ya estaba dispuesto en 900, aunque sólo está documentada con seguridad su presencia desde 970. En esa época el gobierno de las Islas Feroe era una mancomunidad similar a Islandia y su Althing.
La lana fue desde entonces al siglo XIX la exportación más importante de las islas. También exportaban pescado desecado. Algunas importaciones eran por ejemplo madera de Noruega para la construcción de barcos. Para su propio abastecimiento los colonos se servían de de la amplia variedad de aves, y de los peces, ballenas y focas del mar.

## Cristianización y gobierno noruego

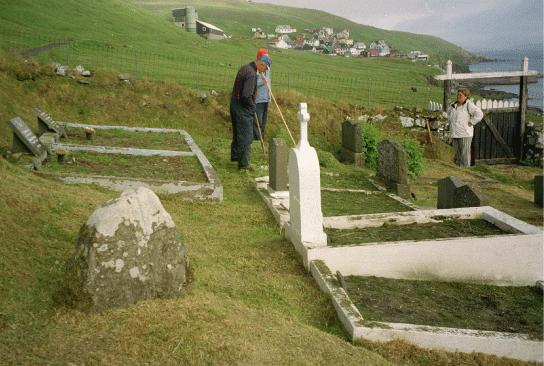
Mil años más tarde los encargados del cementerio cuidan de la tumba de Sigmundur Brestisson en Skúvoy (situada a la izquierda de la imagen).

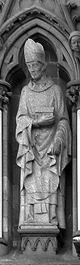
Estatua d el obispo Erlendur (f. 1308) en la fachada oeste de la Catedral de Nidaros.

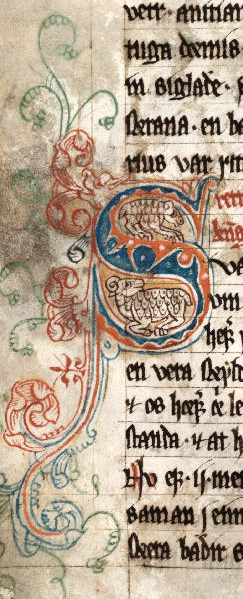
Letra capitular de Seyðabrævið en el Lundabók de 1310, que desde el se encuentra en la Universidad de Lund en Suecia (de la que toma su nombre).

Tras el bautizo del Rey Olaf I de Noruega en 994 por Etereldo II acudieron a las islas misioneros noruegos, invitados por el importante jefe feroés Sigmundur Brestisson para que convirtieran a los feroeses desde el Althing (actual Løgting). La renuencia de los vikingos nativos bajo el mando de Tróndur í Gøtu llevó en 1005 al asesinato de Sigmundur Brestisson. Su lápida en Skúvoy es uno de los monumentos más importantes del archipiélago. El siguiente Olaf, Olaf II el Santo de Noruega, llevó a cabo la cristianización de Noruega, de las Islas Feroe y de Islandia. En la actualidad se celebra el aniversario de su muerte, la Ólavsøka.
Desde 1035 el archipiélago perteneció al feudo de Leivur Øssursson, de Noruega, lo que puso fin a la era vikinga. Los feroeses tuvieron una alta independencia debido a la lejanía de su señor. Una prueba del comercio internacional de esta época es el Tesoro de Sandur, que debió enterrarse entre 1070 y 1080.
En 1100 se dispuso el obispado católico de Kirkjubøur, sede de la diócesis de las Islas Feroe. En 1110 los feroeses abrieron la primera escuela de sacerdotes. En 1250 se construyó la Iglesia de San Olaf, que se conserva en la actualidad. En este tiempo vivió Erlendur, el más ilustre clérigo de la era católica.
El Mapa Herefold de 1280 es el mapamundi más antiguo de los feroeses. En él nombran al archipiélago como farei. Según muchos lingüistas es un nombre celta que significa islas lejanas. Sin embargo, el nombre Feroe (Føroyar) proviene de fær-øer, donde fár significa en nórdico antiguo ganado u oveja y øer significa en danés islas. Dada la prevalencia de esta interpretación, se puede decir que el nombre significa islas de ovejas, y de ahí que en el escudo de armas de las Islas Feroe aparezca un carnero.
En 1294 Erico II prohibió a la Liga Hanseática el comercio con las Islas Feroe, que realizarse exclusivamente en Bergen. En 1302 se renovó la prohibición y en 1361 se revocó.
En 1298 las Islas Feroe obtuvieron del rey noruego su «constitución», la Seyðabrævið, que se modificaría por primera vez en 1637. La Seyðabrævið no sólo regulaba la ganadería, también la caza de ballenas, los gastos en entretenimientos, y muchas otras cosas.
La Peste Negra asoló las Islas Faroe en 1349/50 y acabó con más del 30% de la población. En el siglo XIV se produjo también el endurecimiento del clima. La pobreza general agravó las consecuencias. Muchos granjeros tuvieron que ceder sus tierras a la iglesia, que acabó poseyendo el 40% del territorio. La actividad comercial de las islas se resintió severamente.

## A caballo entre los estados nórdicos
El siglo XIV fue el inicio de la dependencia absoluta de los estados nórdicos, unas veces Noruega y otras Dinamarca. Desde 1397 la soberanía era de la Unión de Kalmar, unión de los reinos noruego, danés y sueco, unión personal en torno a la figura del monarca. Al pequeño país se le cortaron las alas, al obligar la legislación noruega a que todo movimiento comercial de las islas pasara por el puerto de Bergen y poder recaudar los correspondientes impuestos. El fortalecimiento de la Liga hanseática como gran potencia comercial y la peste que asoló a Noruega provocaron un frenazo a la actividad comercial y al desarrollo de Noruega y de las Islas Feroe.
El siglo XVI supuso bastantes sobresaltos a la población local, provocados por aventureros y piratas británicos. De esa época es la figura, todavía recordada en canciones y poemas, de Magnus Heinesson, quien a las órdenes del rey Federico II de Dinamarca, se enfrentó con éxito a los alborotadores. En 1535 Cristián III otorgaba todos los derechos sobre la actividad comercial de las islas al mercader alemán Thomas Köppen. Este monarca también introdujo el luteranismo como religión de las islas, destruyendo incluso la catedral del obispado católico de Kirkjubour, cuyos restos aún son visibles.
Después de Köppen, otros asumieron el monopolio comercial, aunque la economía había sufrido como consecuencia de la guerra entre Dinamarca y Suecia. Durante este período del monopolio la mayor parte de bienes feroeses (productos de lana, pescado, carne) fueron exportados a Holanda donde fueron vendidos a precios predeterminados. Sin embargo, las directrices del acuerdo comercial no eran cumplidas a menudo. Ello repercutió en una caída de la calidad y en el surgimiento de actividades controladas por contrabandistas y piratas.
Dinamarca trató de solucionar el problema dando el archipiélago a Christoffer von Gabel (y más tarde a su hijo, Federico) como un estado personal feudal. Sin embargo, von Gabel era áspero y represivo, creando mucho resentimiento de los habitantes de las islas. Finalmente, el 1 de enero de 1856, el monopolio comercial fue suprimido.
Antes Dinamarca conservó la posesión de las Feroe en el Tratado de Kiel en 1815. En 1816 el Logting (el parlamento feroés) oficialmente fue suprimido y substituido por una judicatura danesa. El danés fue presentado como la lengua principal, mientras el feroés fue casi abolido de cualquier círculo oficial. En 1849 una nueva constitución se promulgó en Dinamarca. Esta nueva constitución fue anunciada en las Feroe en 1850, dando al archipiélago dos asientos en el Rigsdag (parlamento danés). Sin embargo, tras la Segunda Guerra Mundial, una vez acabada la ocupación militar de los aliados,  los feroeses lograron en 1948 la autonomía y restablecer el Løgting como un consejo distinguido con un papel consultivo en 1952, con muchas personas que esperan eventualmente alcanzar la independencia. A finales de los años siglo XX vio el apoyo creciente a la autonomía o el movimiento de independencia, aunque no toda la gente lo apoyara. Fruto de este esfuerzo de autoafirmación, en febrero de 1974 consiguieron no entrar en el Mercado Común Europeo Mientras tanto, la economía feroesa crecía con la introducción de pesca en gran escala. Permitieron a los feroeses el acceso a las aguas danesas en el Atlántico Norte. El nivel de vida posteriormente se mejoró y se generó un aumento demográfico.
El feroés se convirtió en lengua escrita estandartizada en 1890.